# Symphonie no 1 d'Alfvén
Pour les articles homonymes, voir Symphonie no 1.
La Symphonie no 1 en fa mineur opus 7 (Rudén 24) a été écrite par le compositeur suédois Hugo Alfvén et terminée en janvier 1897.

## Historique
Alfvén était violoniste au Kungliga Hovkapellet (Orchestre royal de la Cour) quand il a commencé à composer sa première symphonie. Par ses conversations avec les différents musiciens, il a pu se renseigner sur les divers problèmes des différents instruments de l'orchestre. Il avait 24 ans quand il a terminé cette symphonie. Le 14 février 1897, la symphonie a été créée par l'orchestre où jouait Alfvén, dirigé par Conrad Nordqvist (nl). L'œuvre a été favorablement appréciée par la critique et le public, mais Alfvén n'était pas entièrement satisfait. Au cours des années 1903/1904, le compositeur l'a profondément modifiée et le 10 mai 1905 a été créée la deuxième version par le même orchestre dirigé par le compositeur. En 1948, Alfvén a encore apporté des retouches à cette symphonie.
Le compositeur a dédicacé la symphonie « à ma mère ».
La partition autographe se trouve  à la Stiftelsen Musikkulturens främjande. L'autographe de la seconde version est à la Bibliothèque de l'Université d'Uppsala.

## Structure
La symphonie, avec une structure traditionnelle en quatre mouvements, est écrite dans un style romantique imprégné d'une atmosphère très optimiste, mais avec aussi un certain sentiment Sturm und Drang présent.
1. Grave, en fa mineur, à
2. Andante, en do mineur, à
3. Allegro molto scherzando, en sol majeur, à
4. Allegro, ma non troppo, en fa majeur, à

Durée : environ 37 minutes

## Orchestration
| Instrumentation de la symphonie no 1 (première version)                                                                                    |
| Cordes |
| premiers violons, seconds violons, altos, violoncelles, contrebasses                                                                       |
| Bois |
| 4 flûtes une jouant du piccolo, 3 hautbois, dont un jouant du cor anglais, 3 clarinettes dont une jouant de la clarinette basse, 3 bassons |
| Cuivres |
| 4 cors, 2 trompettes 3 trombones 1 tuba |
| Percussions |
| timbales, 1 percussionniste |

Dans la seconde version, le pupitre des bois est plus réduit : 2 flûtes (dont un piccolo), 2 hautbois (dont un cor anglais), 2 clarinettes et 2 bassons.

## Discographie
- Orchestre philharmonique royal de Stockholm, dir. Neeme Järvi (1988, BIS CD-1478/1480 / Brilliant Classics) (OCLC 699875673 et 982031622)
- Orchestre national royal d'Écosse, dir. Niklas Willén (en) (mai 1996, Naxos 8.553962)[1] (OCLC 1369156636)
- Deutsches Symphonie-Orchester Berlin, dir. Łukasz Borowicz (pl) (octobre 2016, CPO) (OCLC 1061559258)